# Gargara brunneosula
Gargara brunneosula är en insektsart som beskrevs av Jacobi 1944. Gargara brunneosula ingår i släktet Gargara och familjen hornstritar. Inga underarter finns listade i Catalogue of Life.